# La Femme et la Loi
Pour les articles homonymes, voir The Woman and the Law.
Pour plus de détails, voir Fiche technique et Distribution.
La Femme et la Loi (titre original : The Woman and the Law) est un  film américain muet, réalisé par Raoul Walsh et sorti en 1918.

## Synopsis
Jack La Salle se marie avec Blanquetta Del Castillo, une héritière sud-américaine, et ils partent s'installer à New York. Après la naissance de leur fils Jack Jr., Jack a une aventure avec la célèbre Josie Sabel et de ce fait néglige sa femme. Apprenant que Jack a emmené leur fils chez Josie, Blanquetta demande le divorce, et la cour donne un droit de garde partagé entre les deux parents. Lorsque le départ de Jack Jr. de chez son père approche, ce dernier décide qu'il ne rendra jamais son fils à sa mère. De rage, Blanquetta tire sur son mari infidèle et le tue. Au procès, le jury, ému par le désir de Blanquetta de chérir et de protéger son fils, l'acquitte.

## Fiche technique
- Titre original : The Woman and the Law[1]
- Réalisation : Raoul Walsh
- Scénario : Raoul Walsh[2]
- Photographie : Roy Overbaugh
- Production : William Fox
- Production exécutive : Winfield R. Sheehan
- Société de production : Fox Film Corporation
- Société de distribution : Fox Film Corporation
- Pays d’origine :  États-Unis
- Langue originale : anglais
- Format : noir et blanc — 35 mm — 1,37:1 — film muet
- Genre : drame
- Durée : 5 bobines (selon IMDB) ou 7 bobines (selon l'AFI)
- Date de sortie :
  - États-Unis : 3 mars 1918 (première à New York)
- Licence : Domaine public

## Distribution
- Miriam Cooper : Blanquetta La Salle
- Ramsey Wallace : Jack La Salle
- Peggie Hopkins Joyce : Josie Sabel
- Jack Connors : Jack La Salle Jr.
- George Humbert : Señor Del Castillo
- Agnes Neilson : Señora Del Castillo
- Lewis Dayton : Ramon Alvarez
- John Laffe : Colonel Thomas La Salle
- Lillian Satherwaite : Ruth La Salle
- Winifred Allen : Blanquetta, jeune